# Mendozahippus
A Mendozahippus az emlősök (Mammalia) osztályának a Notoungulata rendjébe, ezen belül a Notohippidae családjába tartozó nem.

## Tudnivalók
A Mendozahippus a késő oligocén korszakban élt, azon a helyen ahol ma az argentínai Mendoza város található. Az Agua de la Piedra Formation-hoz tartozó Quebrada Fiera lelőhelyről egy teljes koponya, két lábközépcsont, két felső állcsont és öt magányos felső állcsontba tartozó fog kerültek elő. Az állatot először 2010-ben írták le; leirói Esperanza Cerdeño és Bárbara Vera őslénykutatók. Típusfaja, a Mendozahippus fierensis Cerdeño & Vera, 2010.

### Fordítás
Ez a szócikk részben vagy egészben  a   Mendozahippus című angol Wikipédia-szócikk fordításán alapul.  Az eredeti cikk szerkesztőit annak laptörténete sorolja fel. Ez a jelzés csupán a megfogalmazás eredetét és a szerzői jogokat jelzi, nem szolgál a cikkben szereplő információk forrásmegjelöléseként.